# Oligota parva
Oligota parva är en skalbaggsart som beskrevs av Ernst Gustav Kraatz 1862. Oligota parva ingår i släktet Oligota och familjen kortvingar. Arten är reproducerande i Sverige. Inga underarter finns listade i Catalogue of Life.